# Friedrich Vitzthum von Eckstädt
Friedrich Vitzthum von Eckstädt (czasem pisany Vicedom) (ur. 10 stycznia 1675 w Dreźnie, zm. 13 kwietnia 1726 w Nadarzynie w Polsce) saski dyplomata i urzędnik dworski, faworyt Augusta II Mocnego. Na dworze saskim był m.in. nadwornym koniuszym (Oberstallmeister). 

## Życiorys
Od dzieciństwa przyjaźnił się z Augustem i odbywał z nim podróże po Europie.
W 1705 roku, podczas trwania jarmarku w Lipsku w imieniu Augusta II książę Anton Egon von Fürstenberg i hrabia Fryderyk Vitzthum zaproponowali hrabinie Annie Konstancji Hoym zajęcie u jego boku stanowiska maîtresse en titre.
W latach 1709–1715 był saskim posłem w Petersburgu. Jego misja opłacana była zarówno z dochodów państwa saskiego, jak i z dochodów Augusta II z żup solnych w RP. Jego misję mimo to utrzymano w tajemnicy przed polską kancelarią.
Gdy polski poseł Marcjan Dominik Wołłowicz udał się do cara w 1710 roku. Miał się wówczas starać o to by Rosjanie przekazali Inflanty Polsce. Vitzthum, na tajne polecenie Augusta II, doradził carowi nie zastosowywać się do tej prośby, August II Mocny miał bowiem nadzieje uzyskać Inflanty dla Saksonii.
Minister gabinetu od roku 1721. Zginął w Nadarzynie pod Warszawą w pojedynku, z ręki hr. St. Gilles'a.
W 1721 został kawalerem Orderu Orła Białego, odznaczony rosyjskim Orderem św. Andrzeja Apostoła Pierwszego Powołania (1710).